# 패커드

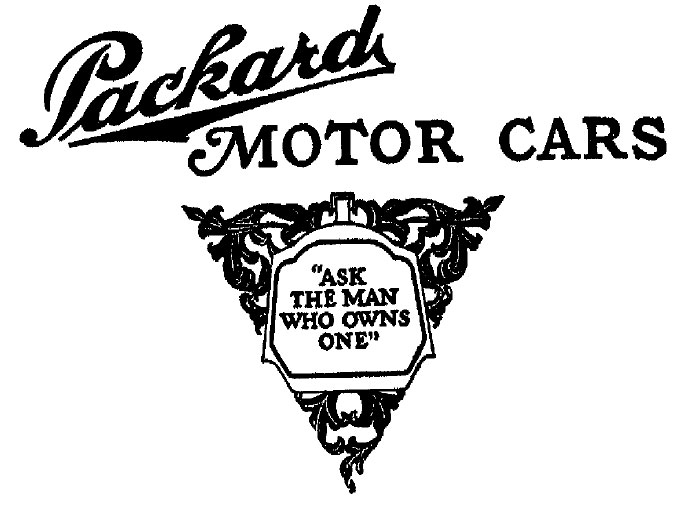
1910년 광고

패커드(Packard)는 미국 미시간주 디트로이트의 패커드 자동차가 제조한 미국의 고급차 유명 상표이다. 최초의 패커드 자동차는 1899년 제작되었으며 마지막으로 디트로이트에서 제조된 패커드는 1956년이었고 당시 모델은 마지막 콘셉트 차인 Packard Predictor였다.
패커드는 1953년 스튜드베이커에 인수되었으며 사우스벤드 지역에 스튜드베이커-패커드 코퍼레이션(Studebaker-Packard Corporation)이 설립되었다. 1957년, 1958년 패커드는 사우스벤드에서 제조되었다.